# Vueling

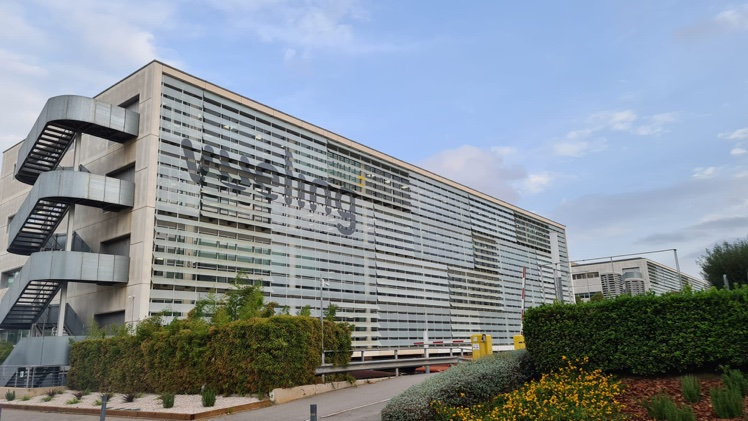
La sede di Vueling

Vueling Airlines S.A. , commercialmente Vueling, è una compagnia aerea a basso costo spagnola di International Airlines Group, con sede a El Prat de Llobregat. Ha come hub principale l'Aeroporto di Barcellona-El Prat, hub secondari negli aeroporti di Amsterdam-Schiphol, Parigi-Orly e Roma-Fiumicino. In totale opera verso un centinaio di destinazioni in Europa, Nord Africa e Medio Oriente.
Il suo nome deriva dalla parola spagnola vuelo, che in spagnolo significa "volo", e dal suffisso inglese -ing, traducibile all'italiano "-ndo", che viene usato nella lingua anglosassone solitamente per porre i verbi al gerundio, ovvero "volando".
Con un load factor superiore al 77%, nel 2012 ha trasportato oltre 14,8 milioni di passeggeri, registrando così un incremento del 20,1% sul 2011 che le ha permesso di diventare la seconda compagnia aerea spagnola dopo Iberia.

## Storia

### Primi anni
Vueling fu fondata a febbraio 2004 e iniziò le operazioni il 1º luglio dello stesso anno con il volo tra Barcellona e Ibiza. La flotta iniziale consisteva in soli due Airbus A320 entrambi basati all'Aeroporto di Barcellona che volavano a Parigi, Bruxelles, Palma di Maiorca e Ibiza.
Inizialmente i maggiori azionisti di Vueling erano Apax Partners (40%), Inversiones Hemisferio-Grupo Planeta (30%), il team di gestione di Vueling (23%) e JetBlue Airways (7%).
Nei primi anni il direttore generale della società era Lázaro Ros, mentre Carlos Muñoz era l'amministratore delegato. Nel novembre del 2007 Vueling ha nominato come amministratore delegato Lars Nygaard, già direttore di Spanair, in sostituzione di Carlos Muñoz, che rimase in qualità di membro del consiglio di amministrazione.
Nel 2005 la compagnia aprì una seconda base a Madrid e nel 2007 venne aperta la prima base internazionale all'Aeroporto di Parigi Charles de Gaulle, in seguito trasferita a Parigi-Orly. Nel mese di dicembre dello stesso anno venne aperta una quarta base a Siviglia.

### Problemi finanziari

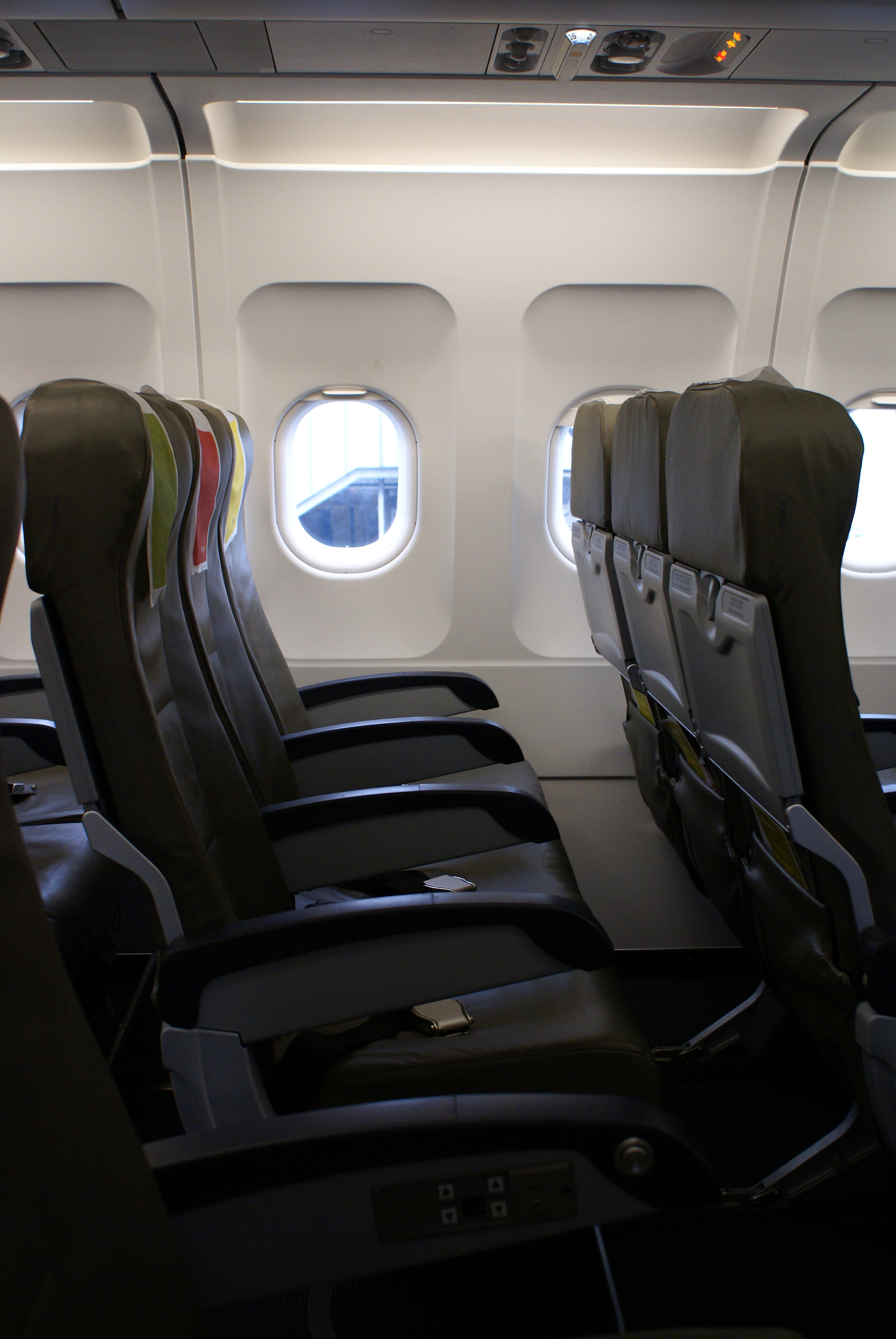
La vecchia cabina di un Airbus A320 di Vueling nel 2007.

Il 2007 fu un anno difficoltoso per Vueling: a seguito della cessione di Apax Partners della propria quota del 21% nel mese di giugno, a giugno e agosto seguirono due ricapitalizzazioni. Due amministratori e il presidente si dimisero poco prima della seconda ricapitalizzazione, citando le difficoltà nella strategia commerciale. Le azioni della società furono temporaneamente sospese.
Ciò ha portato Barbara Cassani, ex amministratrice delegata dell'ormai defunta compagnia aerea a basso costo britannica Go Fly, a entrare in Vueling in qualità di presidente del consiglio di amministrazione, nel mese di settembre 2007. La compagnia aerea ha poi intrapreso un processo di ristrutturazione e pubblicato il suo primo profitto a metà del 2009.

### Fusione con Clickair

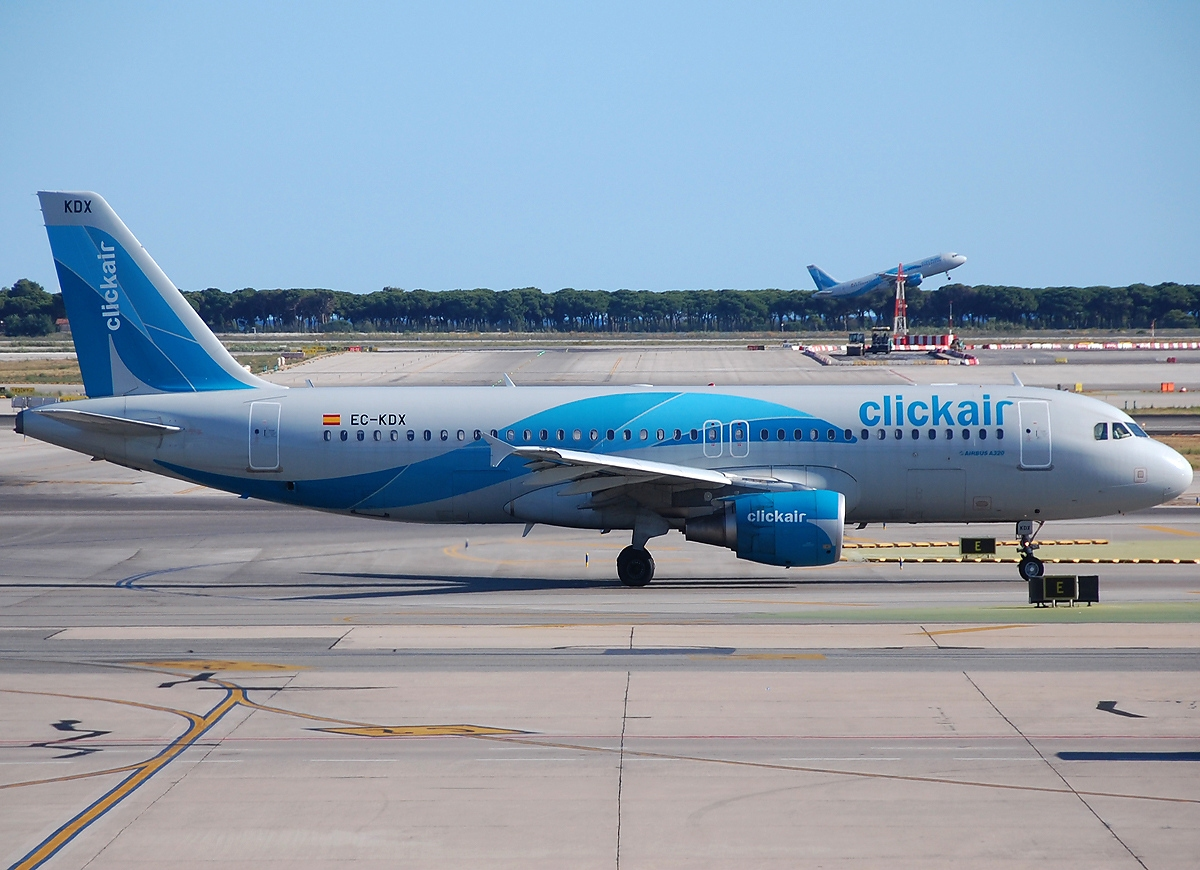
Due Airbus Airbus A320 di Clickair.

Nel giugno 2008 Vueling e la rivale Clickair annunciarono l'intenzione di fondersi. Lo scopo era quello di creare un'unica compagnia aerea dalle migliori prestazioni per competere nell'agguerrito mercato aereo spagnolo in grado di battere gli alti costi del carburante avendo Iberia come partner commerciale. La compagnia avrebbe mantenuto il nome di Vueling facendo però scomparire il marchio Clickair e Alex Cruz, l'AD di quest'ultima sarebbe diventato amministratore delegato della "nuova" Vueling.
Il progetto di fusione fu verificato dall'antitrust europeo e venne fuori che la fusione avrebbe portato vantaggi significativi al nuovo gruppo in 19 rotte. Per l'approvazione del progetto di fusione, Vueling avrebbe dovuto liberare slot all'Aeroporto di Barcellona e in altri scali europei.
Il 15 luglio 2009 la fusione tra Vueling e Clickair fu completata. Sparì il marchio Clickair, venne mantenuto quello di Vueling e tutti i voli e gli aerei Clickair passarono sotto il marchio Vueling. Diventò nel 2009 la seconda compagnia aerea spagnola con oltre 50 destinazioni servite e 8,2 milioni di passeggeri trasportati. Nel 2010 volarono con Vueling 11 milioni di passeggeri, che salirono a 12,3 milioni nel 2011 e 14,8 milioni nel 2012.

### Crescita dal 2010
Nel novembre 2010 Vueling annunciò l'apertura di una seconda base internazionale all'Aeroporto di Tolosa, che venne aperta nell'aprile 2011 insieme alla terza base all'Aeroporto di Amsterdam-Schiphol.
A gennaio 2011 la rapida espansione di Vueling portò la compagnia ad aggiungere nove aerei alla flotta, inclusi 3 Airbus A319. I restanti sei aerei, tutti Airbus A320, vennero consegnati tra aprile e giugno del 2011. Entro la fine dell'anno arrivarono due ulteriori A320.
Il 21 marzo 2012 Alex Cruz annunciò l'apertura di una nuova base internazionale, dopo la recente chiusura di quella di Tolosa, all'Aeroporto di Roma-Fiumicino. La base venne aperta solo quattro giorni dopo, il 25 marzo, con un solo aereo basato. Già nel novembre 2013 la compagnia ha annunciato piani per l'espansione della base, che a partire da aprile 2014 sarebbe divenuta l'hub secondario della compagnia dopo Barcellona, basandovi otto aeromobili e operando più di 25 rotte.
Il 5 dicembre 2012 Vueling decise di aprire la terza base internazionale all'Aeroporto di Firenze-Peretola a partire dal 31 marzo 2013, basandovi degli A319 per operare verso la Sicilia e per destinazioni internazionali.
Allo stesso tempo vennero annunciate numerose altre rotte dall'Aeroporto di Barcellona, che porteranno la compagnia a servire oltre 100 destinazioni da aprile 2013 e rafforzando il ruolo di hub dell'Aeroporto di El Prat. Nel 2014 la compagnia ha aggiunto nuove basi europee, tra cui gli aeroporti di Palermo e Catania, queste ultime chiuse nel 2017.
Nel 2017 Vueling ha presentato un'offerta per acquistare la compagnia austriaca Niki, appena fallita, con l'intenzione di sfruttarne gli aerei e i permessi di volo per aprire una nuova base in Austria. Tuttavia, la dirigenza preferì un'altra offerta presentata dall'ex pilota di Formula 1 Niki Lauda, che in collaborazione con Ryanair ha rilanciato la compagnia con il nome di Laudamotion. In risposta, Vueling ha stabilito una nuova controllata registrata in Austria, col nome di Level Europe. La compagnia ha ricevuto alcuni Airbus A320-200 da Vueling, e A321-200 in precedenza operati da Air Berlin, con cui ha iniziato a operare voli di medio raggio dalle basi di Vienna e Amsterdam. A causa delle difficoltà finanziarie seguite alla Pandemia di COVID-19, nel 2020 Level Europe ha dichiatato il fallimento, terminando tutte le operazioni.

### Sviluppi recenti
Dal 2019 Vueling ha avviato un percorso di revisione delle proprie operazioni, che ha portato alla chiusura o alla riduzione di alcune basi (con Roma-Fiumicino scesa a cinque aerei), e con l'introduzione dei primi aerei di nuova generazione, appartenenti alla Famiglia Airbus A320neo. Inoltre, il 14 giugno 2019 il Gruppo IAG, di cui Vueling fa parte, ha annunciato un ordine di 200 Boeing 737 MAX. Nell'agosto 2025 è stato confermato che 50 saranno destinati alla low-cost spagnola.
Come risultato del rinnovamento, dal 2021 la compagnia è stata premiata tra le migliori low-cost in Europa da numerose organizzazioni specializzate.

## Dati di traffico

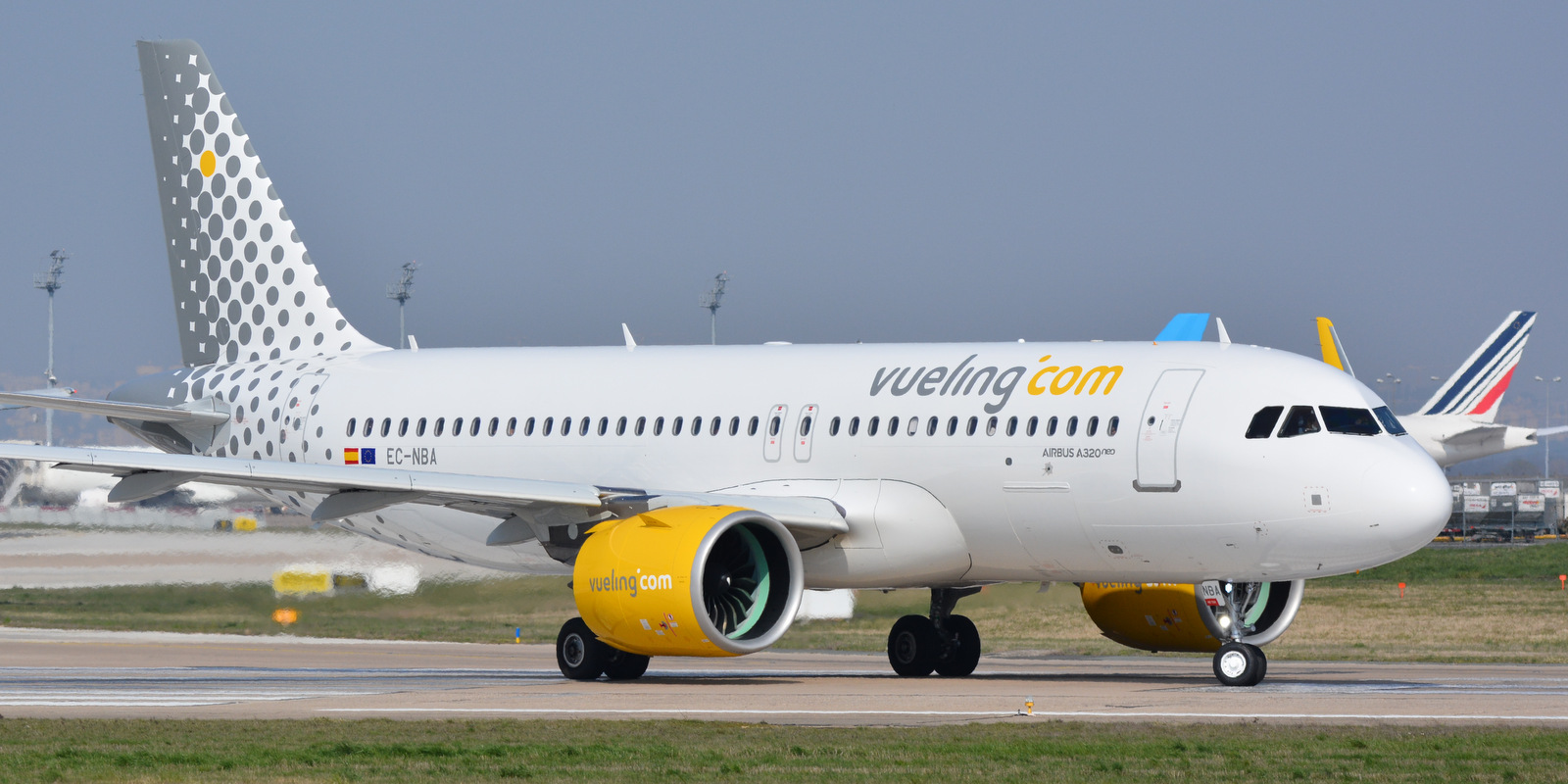
Un Airbus A320neo.

Gli indicatori chiave della compagnia vengono mostrati nella tabella qui di seguito:
|                                               | 2008   | 2009   | 2010   | 2011   | 2012   | 2013   | 2014   | 2015   | 2016   | 2017   |
| --------------------------------------------- | ------ | ------ | ------ | ------ | ------ | ------ | ------ | ------ | ------ | ------ |
| Profitto (milioni di Euro)                    | 8.5    | 27.8   | 46.0   | 10.4   | 28.3   | 93.4   | 98.3   | 95.3   | 48.9   | 117.3  |
| Numero di dipendenti                          | 1,013  | 1,195  | 1,266  | 1,389  | 1,774  | 1,937  | 2,390  | 2,637  | 3,030  | 3,089  |
| Numero di passeggeri (in milioni)             | 5.9    | 8.2    | 11.0   | 12.3   | 14.8   | 17.2   | 21.5   | 24.8   | 27.8   | 29.6   |
| Fattore di carico dei passeggeri (%)          | 70.3   | 73.7   | 73.2   | 75.6   | 77.7   | 79.6   | 79.6   | 81.3   | 82.4   | 83.7   |
| Numero di aeromobili (alla fine di ogni anno) | 21     | 26     | 36     | 44     | 53     | 64     | 80     | 96     | 106    | 108    |
| Notes/sources                                 | [ 21 ] | [ 22 ] | [ 23 ] | [ 24 ] | [ 25 ] | [ 26 ] | [ 27 ] | [ 28 ] | [ 29 ] | [ 30 ] |

## Pubblicità

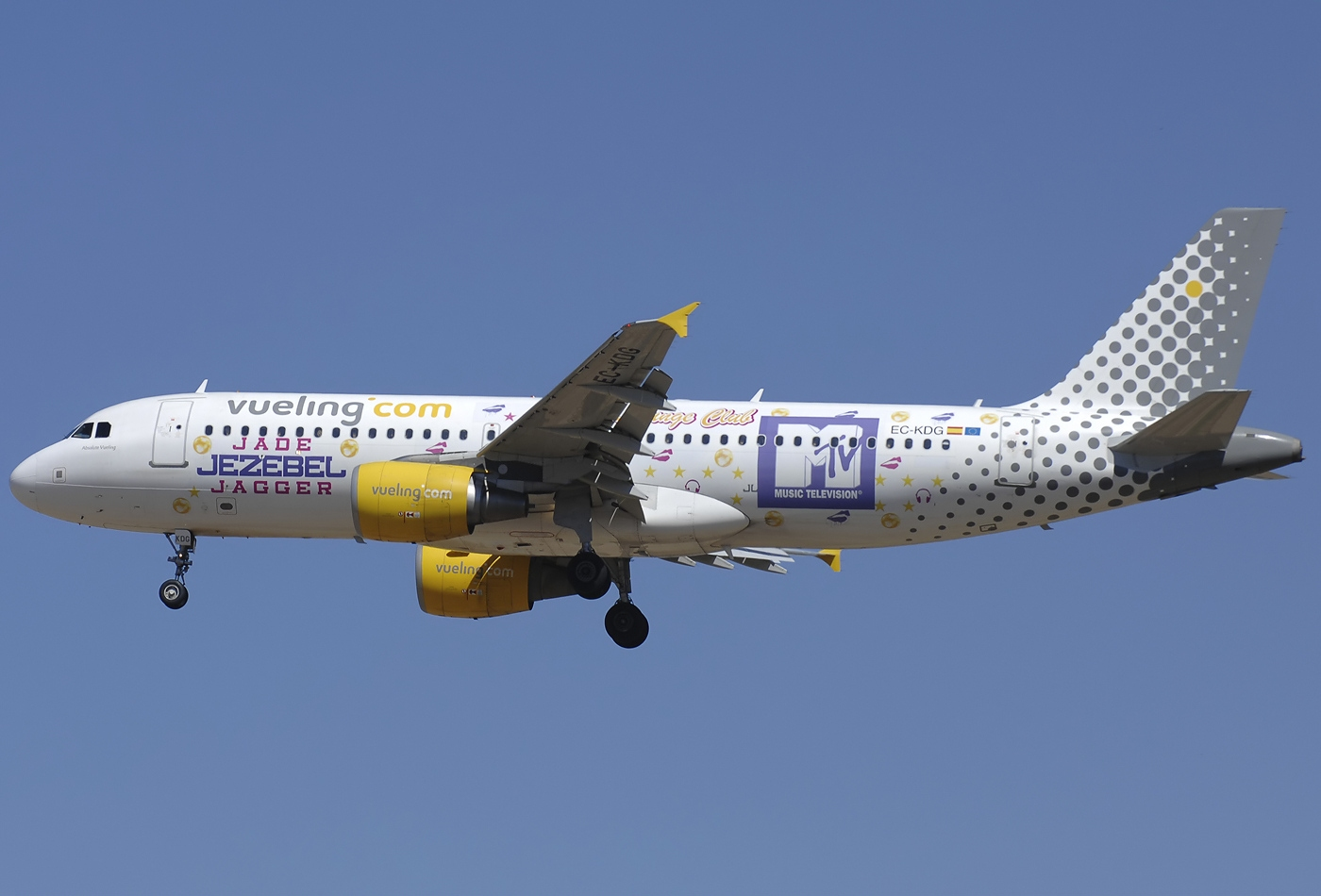
L'Airbus A320 EC-KDG nel 2010.

Dal 2008 al 2010 Vueling ha collaborato con MTV durante la stagione estiva. Due Airbus A320 EC-KDG e EC-KDH sono stati dipinti in quel periodo con alcune livree speciali dedicate all'emittente televisiva. La livrea speciale disegnata da Custo Dalmau è rimasta fino alla fine del 2009. L'A320 marche EC-KDG è stato ridipinto nella livrea MTV nel 2010, dedicata al DJ francese David Guetta. Alla fine del 2011 la livrea è stata rimossa e l'accordo con MTV è terminato.
Vueling è stato uno degli sponsor dell'Eurovision Song Contest 2022. L'Airbus A320neo EC-NDC è stato dipinto con una livrea dedicata per l'occasione.

## Programmafrequent flyer
Vueling offre ai suoi clienti due programmi frequent flyer: Punto, che permette di collezionare punti da utilizzare sui voli Vueling e Iberia Plus, nonché di usufruire dei servizi del frequent flyer di Iberia.

## Destinazioni
Al 2025, Vueling opera verso un centinaio di destinazioni dalle sue basi in Europa. Le basi aperte tutto l'anno sono: Alicante, Amsterdam-Schiphol, Barcellona-El Prat, Bilbao, Firenze, La Coruña, Londra-Gatwick, Madrid, Málaga, Oviedo, Palma di Maiorca, Parigi-Orly, Roma-Fiumicino, Santiago di Compostela, Siviglia e Valencia. Ibiza è una base stagionale estiva.

### Accordi commerciali
Al 2025, Vueling ha accordi di code sharing con le seguenti compagnie:
- Aer Lingus
- British Airways
- Iberia
- LATAM Airlines Brasil
- Level
- Qatar Airways
- TUI Airways[33]

## Flotta

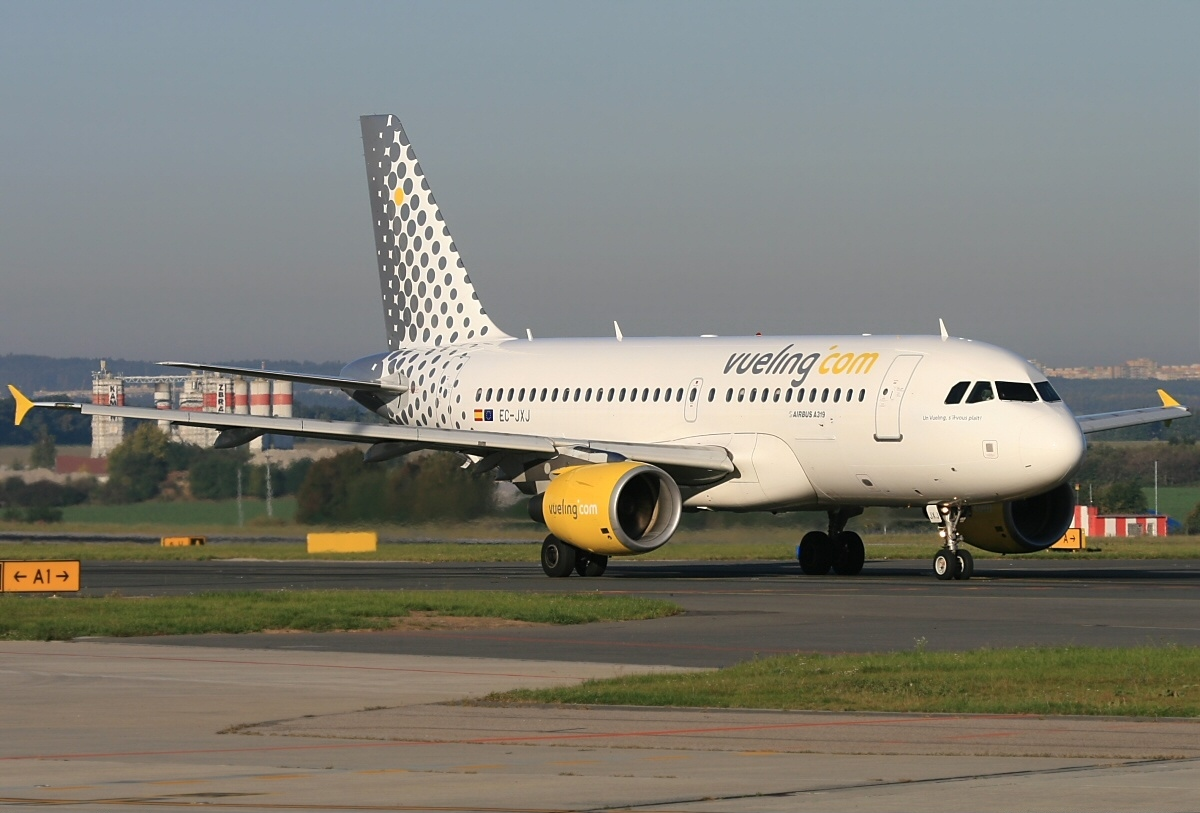
Un Airbus A319-100.

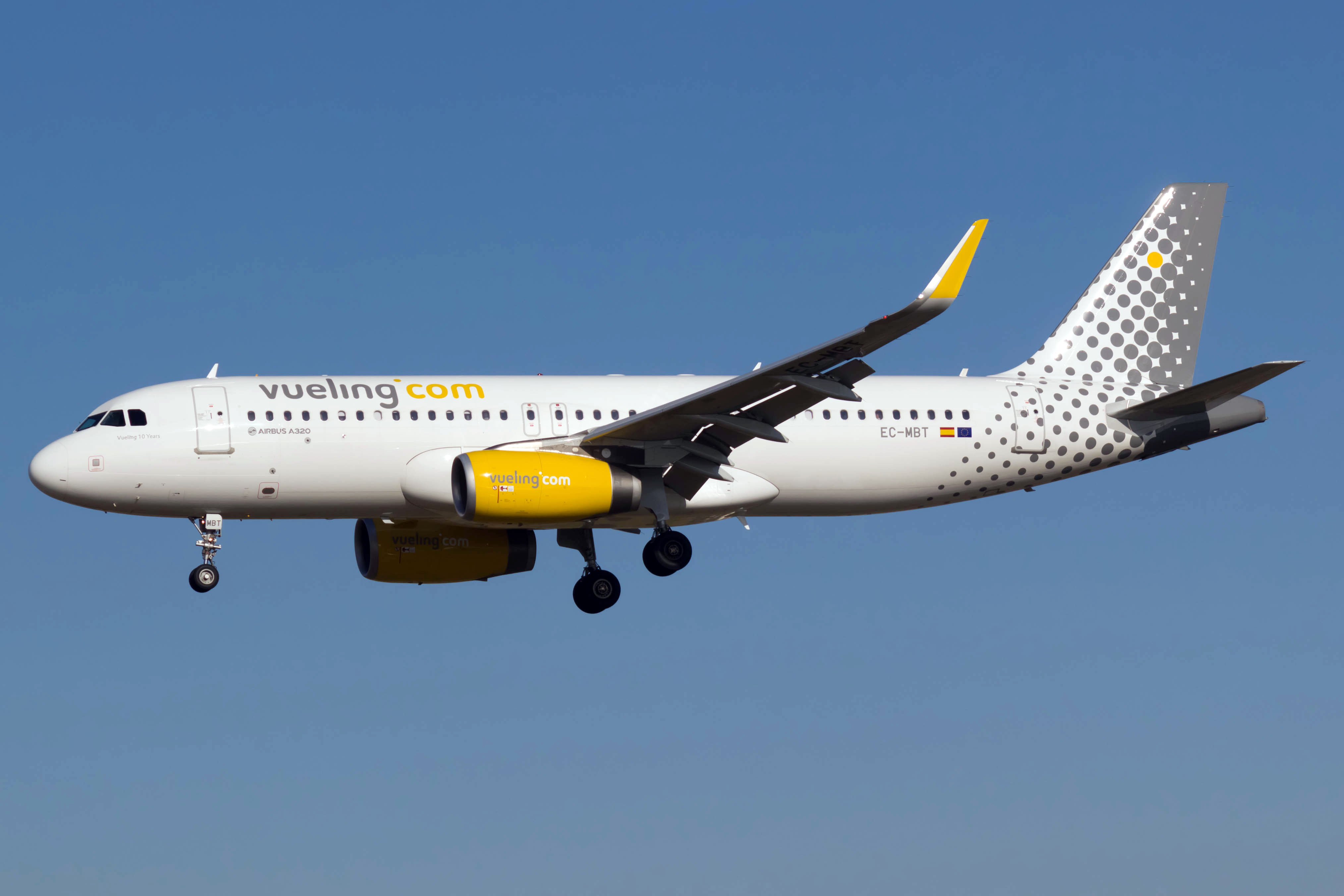
Un Airbus A320-200.

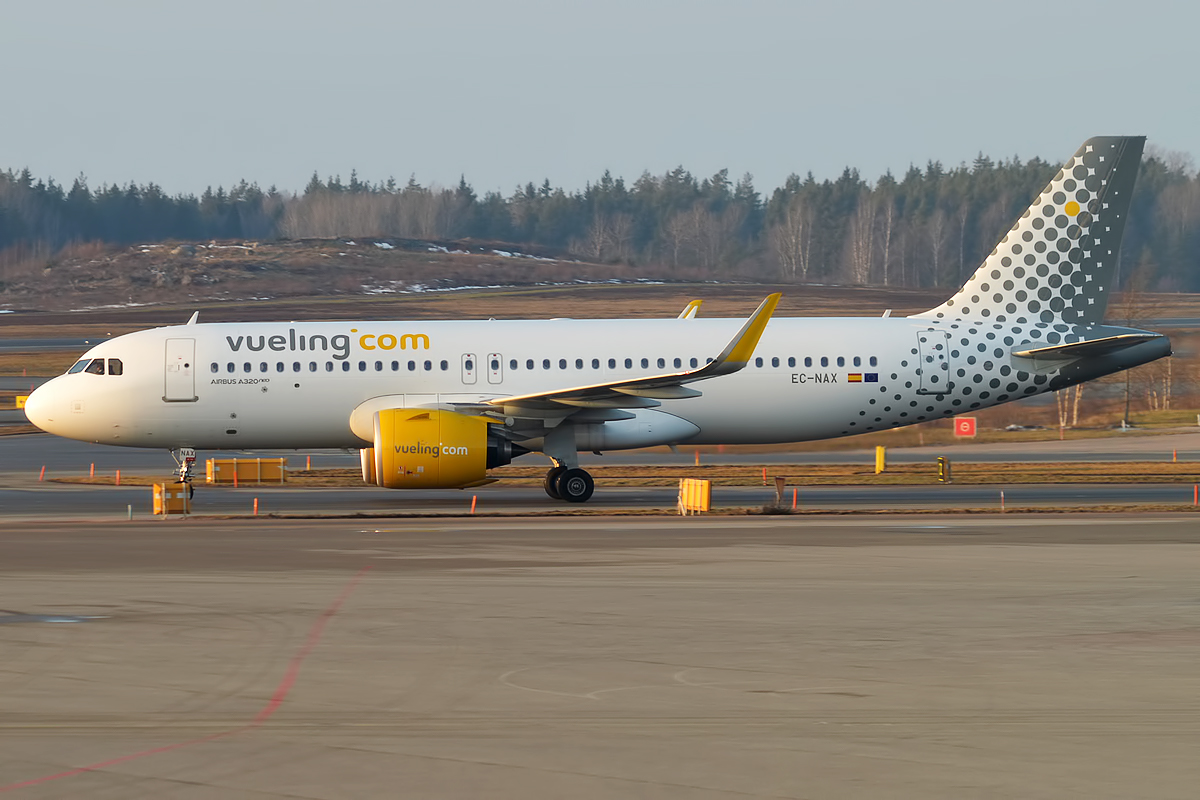
Un Airbus A320neo.

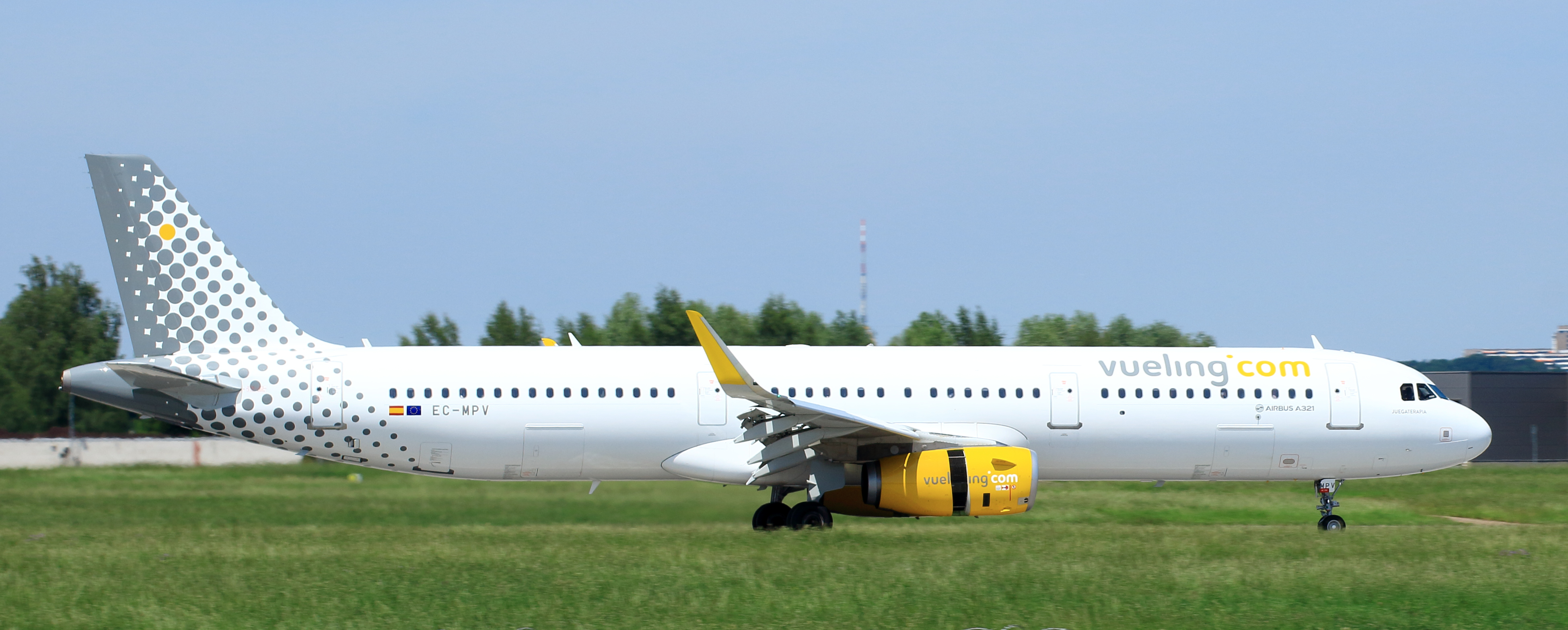
Un Airbus A321-200.

Ad agosto 2025 la flotta di Vueling è composta dai seguenti aeromobili:

## Incidenti
- 28 maggio 2006 - Volo VY1190, un Airbus A320-200 marche EC-JDK, decollato da Barcellona e diretto a Santiago di Compostela con 144 persone a bordo, è entrato in una zona di turbolenza, perdendo quota per qualche centinaio di metri fino a che i piloti non riprendessero il controllo dell'aereo; ci sono stati 7 feriti.[35]
- 29 agosto 2012 - Il volo VY1880 partito da Barcellona e diretto a Berlino, ha effettuato un atterraggio particolarmente forte, con una forza superiore a 4 G. Non ci sono stati problemi per i passeggeri, ma il velivolo ha subito gravi danni.[36]